# Ulrich Stettler
Ulrich Stettler (* 12. Juni 1938 in Halberstadt) ist ein ehemaliger Funktionär der DDR-Blockpartei LDPD. Er war Vorsitzender des Bezirksverbandes Halle der LDPD.

## Leben
Stettler nahm nach dem Abitur ein Lehrerstudium an der Martin-Luther-Universität  Halle-Wittenberg sowie zusätzlich ein Fernstudium der Journalistik auf. Von 1974 bis 1979 studierte er an der 
Akademie für Staats- und Rechtswissenschaft in Potsdam. Sein Studium schloss er als Diplomstaatswissenschaftler ab.
Stettler trat 1961 der LDPD bei. Er war zeitweise Mitarbeiter bzw. Redakteur der Liberal-Demokratischen Zeitung. Von 1964 bis 1973 wirkte er als Sekretär des LDPD-Kreisverbandes Merseburg. Ab 1973 war er stellvertretender Vorsitzender und von 1984 bis 1990 Vorsitzender des LDPD-Bezirksverbandes Halle. Von 1982 bis 1990 war Stettler Mitglied des LDPD-Zentralvorstandes und vom 21. Dezember 1987 bis 1990 Mitglied des Politischen Ausschusses des Zentralvorstandes.